# Bazeilles
Bazeilles ist eine französische Gemeinde mit 2.459 Einwohnern (Stand: 1. Januar 2022) im Département Ardennes in der Region Grand Est. Sie gehört zum Arrondissement Sedan und ist Mitglied im Gemeindeverband Ardenne Métropole.

## Gemeindegliederung

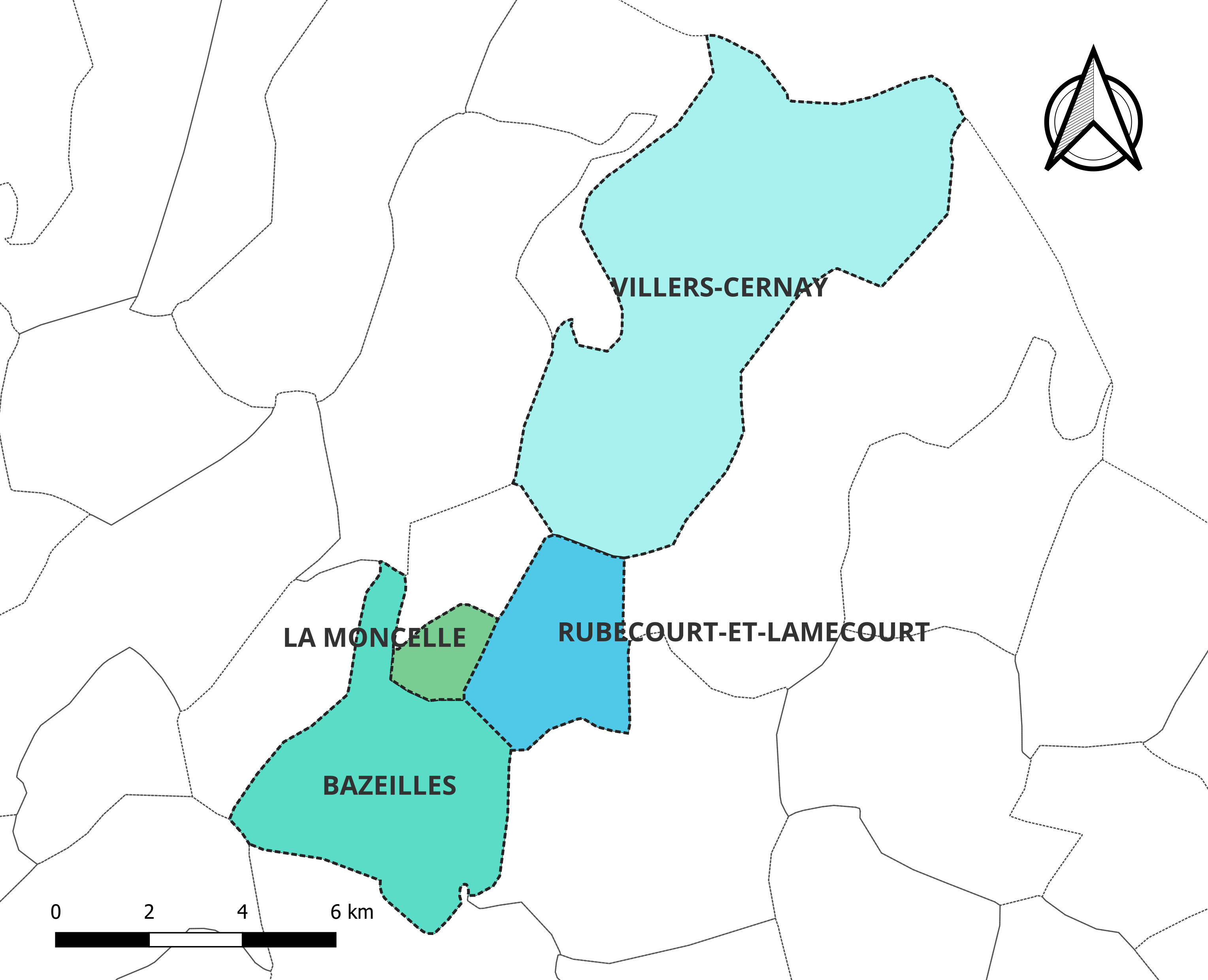
Gemeindegliederung

Die ursprüngliche Gemeinde entstand mit Wirkung zum 1. Januar 2017 als Commune nouvelle durch Zusammenlegung der früher selbstständigen Gemeinden Rubécourt-et-Lamécourt, Villers-Cernay und Bazeilles. Die ehemaligen Gemeinden haben in der neuen Gemeinde den Status einer Commune déléguée. Der Verwaltungssitz befindet sich in Bazeilles.
Mit Wirkung zum 1. Januar 2024 wurde die bis dato selbstständige Gemeinde La Moncelle in die neu geschaffene, gleichnamige Commune nouvelle als neue Commune déléguée integriert.
| Commune déléguée              | ehemaliger INSEE-Code | Fläche (km²) | Einwohnerzahl (2022) |
| ----------------------------- | --------------------- | ------------ | -------------------- |
| Bazeilles (Verwaltungssitz)00 | 08053                 | 09,38        | 1.853                |
| Rubécourt-et-Lamécourt        | 08371                 | 04,61        | .0135                |
| Villers-Cernay                | 08475                 | 22,15        | .0337                |
| La Moncelle (seit 2024)       | 08294                 | 01,35        | .0134                |

## Geografie
Bazeilles liegt etwa vier Kilometer südöstlich von Sedan und etwa 82 Kilometer nordöstlich von Reims nördlich der Argonnen an der Grenze zu Belgien. Die Chiers fließt südlich des Ortskerns in die Maas.
Umgeben wird Bazeilles von den neun Nachbargemeinden:
| La Chapelle Givonne | Bouillon (Belgien)                          |            |
| Daigny Balan        | Kompassrose, die auf Nachbargemeinden zeigt | Francheval |
| Noyers-Pont-Maugis  | Remilly-Aillicourt                          | Douzy      |

## Geschichte
1793 erhielt Bazeilles im Zuge der Französischen Revolution (1789–1799) den Status einer Gemeinde und 1801 unter dem Namen Bazeille durch die Verwaltungsreform unter Napoleon Bonaparte (1769–1821) das Recht auf kommunale Selbstverwaltung. Am wenigsten Einwohner (884) hatte die Gemeinde im Jahr 1800, am meisten (2048) 1866.
Bazeilles war im Sommer 1870 Schauplatz des Kampfes um Bazeilles im Vorfeld der Schlacht von Sedan.

## Wappen
Der rechte obere Teil des Wappens symbolisiert die Flammen des Brands, der 1870 während der Kämpfe in der Gemeinde wütete. Der Anker im oberen linken Teil symbolisiert die Blaue Division der französischen Marineinfanterie (genannt marsouins), die Bazeilles bis zur letzten Patrone verteidigten. Der untere Teil zeigt das Emblem der Ehrenlegion. Dieser Orden wurde dem Ort am 9. Oktober 1900 dafür verliehen, dass die Bewohner die oben erwähnten Kämpfe tapfer unterstützt haben.

## Kultur und Sehenswürdigkeiten
Die Gemeinde erhielt 2023 die Auszeichnung „Drei Blumen“, die vom Conseil national des villes et villages fleuris (CNVVF) im Rahmen des jährlichen Wettbewerbs der blumengeschmückten Städte und Dörfer verliehen wird.

### Bauwerke und Parks

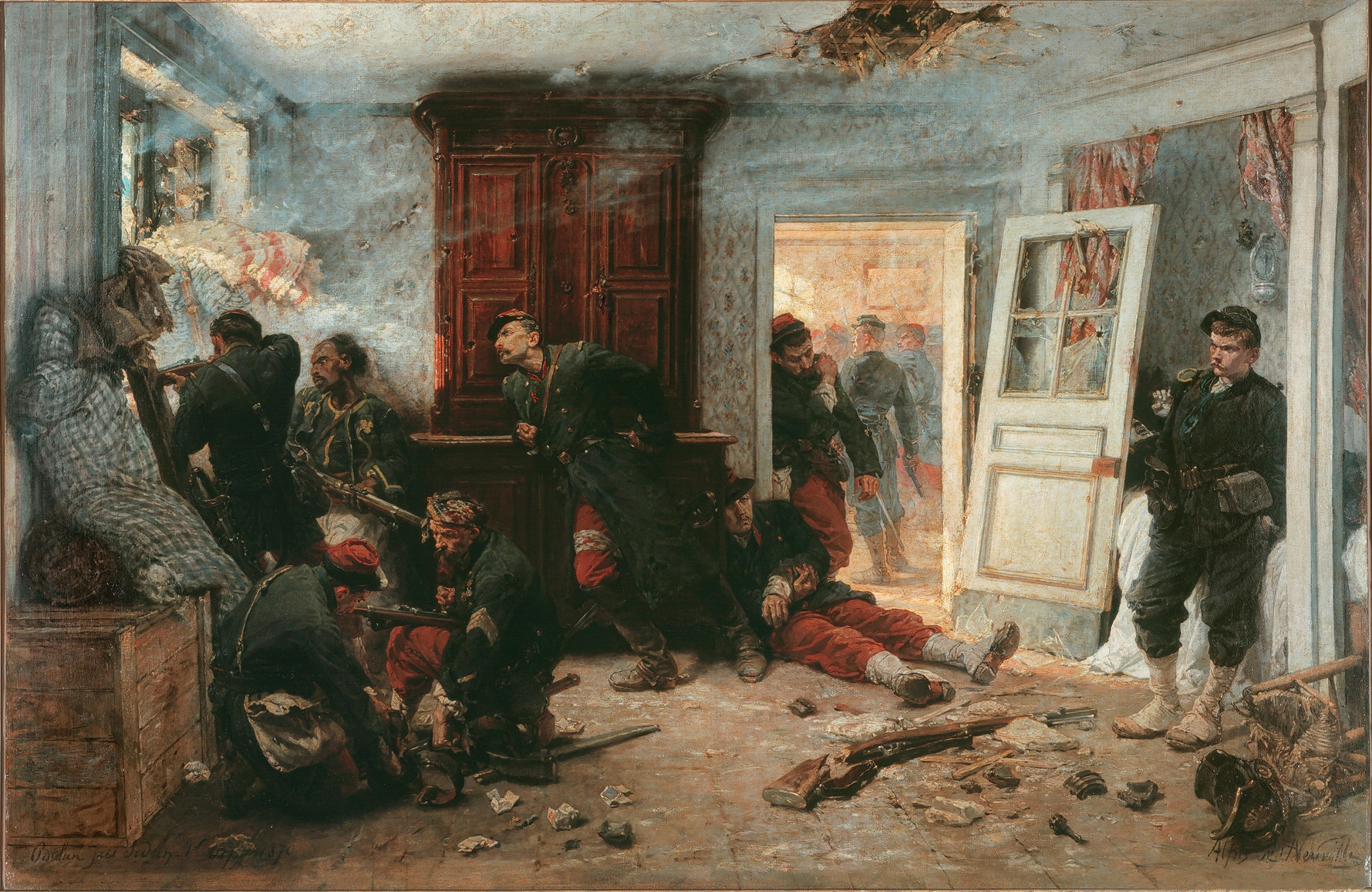
„Die letzten Patronen“; französische Soldaten verschanzen sich im Kampf um Bazeilles in der Auberge Bourgerie. Gemälde von Alphonse de Neuville (1836–1885).

Der Park des Schlosses Orival, auch Schloss Bazeille genannt, stammt aus dem 18. Jahrhundert. Er befindet sich im Privatbesitz und wurde 1943 als Monument historique klassifiziert. Das Schloss selbst wurde zwischen 1740 und 1750 im Auftrag des wohlhabenden Manufakturbesitzers Louis Labauche im Stil des Louis-quinze gebaut. Louis Labauche wurde von Ludwig XV. (1710–1774) im Jahre 1769 geadelt. Viele berühmte Personen besuchten das Schloss, unter anderem Charles Alexandre de Calonne (1734–1802), Arthur Wellesley, 1. Duke of Wellington (1769–1852), Alexander I. von Russland (1777–1825) und Wilhelm I. (1797–1888). Im 20. Jahrhundert wechselte das Schloss mehrmals den Besitzer und wurde 1989 bei einem Brand schwer beschädigt.
Das Schloss von Turenne, auch Bauernhof von Turenne genannt, wurde im 16. und 17. Jahrhundert erbaut, und später nach Henri de La Tour d’Auvergne, vicomte de Turenne (1611–1675) benannt. 1870 wurde es schwer beschädigt, es ist praktisch nur das befestigte Eingangstor, die Gärten und Teile der Grundstücksmauer mit Schießscharten erhalten geblieben. 1950 wurden die erhaltenen Teile als Monument historique eingeschrieben.

## Bildung
Die Gemeinde verfügt über 
- eine öffentliche Vorschule,
- eine öffentliche und eine private Vor- und Grundschule (École primaire),
- eine öffentliche Grundschule (École élémentaire) und
- ein Lycée polyvalent.[6]

## Verkehr
Die Route Nationale 1034, eine Verlängerung der Autoroute A 34 von Reims nach Sedan, durchquert das Gebiet der Gemeinde. Hier gabelt sie sich in die Route nationale 58, die nördlich das Gemeindegebiet in Richtung Bouillon durchquert, und in die Route nationale 43, die östlich in Richtung Montmédy über Douzy geführt wird.
Die Eisenbahnstrecke von Sedan nach Longuyon durchquert das Gemeindegebiet ohne Haltepunkt.